# Fernanda Ferreira (roddare)
Fernanda Nunes Leal Ferreira, född 25 januari 1985, är en brasiliansk roddare. 
Ferreira tävlade för Brasilien vid olympiska sommarspelen 2016 i Rio de Janeiro, där hon tillsammans med Vanessa Cozzi slutade på 15:e plats i lättvikts-dubbelsculler.